# Wereldkampioenschap voetbal 2018 (Groep D) Nigeria - Argentinië
Dit artikel gaat over de wedstrijd in de groepsfase in groep D tussen Nigeria en Argentinië die gespeeld werd op dinsdag 26 juni 2018 tijdens het wereldkampioenschap voetbal 2018. Het duel was de negenendertigste wedstrijd van het toernooi.

## Voorafgaand aan de wedstrijd
- Nigeria stond bij aanvang van het toernooi op de achtenveertigste plaats van de FIFA-wereldranglijst.[1]
- Argentinië stond bij aanvang van het toernooi op de vijfde plaats van de FIFA-wereldranglijst.[2]
- Deze confrontatie tussen de nationale elftallen van Nigeria en Argentinië was de negende in de historie.[3]
- Het duel vindt plaats in het Stadion Sint-Petersburg in Sint-Petersburg. Dit stadion werd in 2017 geopend en kan 66.881 toeschouwers herbergen.

## Wedstrijdgegevens[4]
| Datum                | 26 juni 2018                                                                                      | 26 juni 2018                                                                                      |
| Wedstrijdnummer      | 39                                                                                                | 39                                                                                                |
| Stadion              | Stadion Sint-Petersburg, Sint-Petersburg                                                          | Stadion Sint-Petersburg, Sint-Petersburg                                                          |
| Toeschouwers         | 64.468                                                                                            | 64.468                                                                                            |
| Scheidsrechter       | Cüneyt Çakır                                                                                      | Cüneyt Çakır                                                                                      |
| Assistenten          | Bahattin Duran Tarık Ongun                                                                        | Bahattin Duran Tarık Ongun                                                                        |
| Vierde official      | Björn Kuipers                                                                                     | Björn Kuipers                                                                                     |
| Videoscheidsrechters | Daniele Orsato Paweł Sokolnicki (assistent) Paweł Gil (assistent) Massimiliano Irrati (assistent) | Daniele Orsato Paweł Sokolnicki (assistent) Paweł Gil (assistent) Massimiliano Irrati (assistent) |
| Man van de wedstrijd | Lionel Messi                                                                                      | Lionel Messi                                                                                      |
|                      | Nigeria                                                                                           | Argentinië                                                                                        |
| Doelpunten           | 1                                                                                                 | 2                                                                                                 |
| Gele kaarten         | 2                                                                                                 | 3                                                                                                 |
| Rode kaarten         | 0                                                                                                 | 0                                                                                                 |
| Wissels              | 3                                                                                                 | 3                                                                                                 |
| Schoten op doel      | 3                                                                                                 | 4                                                                                                 |
| Schoten naast doel   | 5                                                                                                 | 3                                                                                                 |
| Overtredingen        | 20                                                                                                | 15                                                                                                |
| Hoekschoppen         | 3                                                                                                 | 5                                                                                                 |
| Buitenspel           | 0                                                                                                 | 2                                                                                                 |
| Balbezit (%)         | 34                                                                                                | 66                                                                                                |

| Nigeria | 1 – 2           | Argentinië |
| Victor Moses 51' (pen.) | goals (assists) | 14' Lionel Messi (Éver Banega) 86' Marcos Rojo (Gabriel Mercado) |
| Gernot Rohr | bondscoach      | Jorge Sampaoli |
| Francis Uzoho Leon Balogun William Troost-Ekong Kenneth Omeruo 90' John Obi Mikel Oghenekaro Etebo Wilfred Ndidi Victor Moses Brian Idowu Ahmed Musa 90+2' Kelechi Iheanacho 46' | opstellingen    | Franco Armani Gabriel Mercado Nicolás Otamendi Marcos Rojo 80' Nicolás Tagliafico 61' Enzo Pérez Javier Mascherano Éver Banega 72' Ángel Di María Lionel Messi Gonzalo Higuaín |
| Odion Ighalo 46' Alex Iwobi 90' Simeon Nwankwo 90+2' | wissels         | 61' Cristian Pavón 72' Maximiliano Meza 80' Sergio Agüero |
| Leon Balogun 32' John Obi Mikel 90+1' | gele kaarten    | 49' Javier Mascherano 64' Éver Banega 90+4' Lionel Messi |
| | rode kaarten    | |